# Phyllophaga elongata
Phyllophaga elongata är en skalbaggsart som beskrevs av Linell 1895. Phyllophaga elongata ingår i släktet Phyllophaga och familjen Melolonthidae. Inga underarter finns listade i Catalogue of Life.